# Iruya

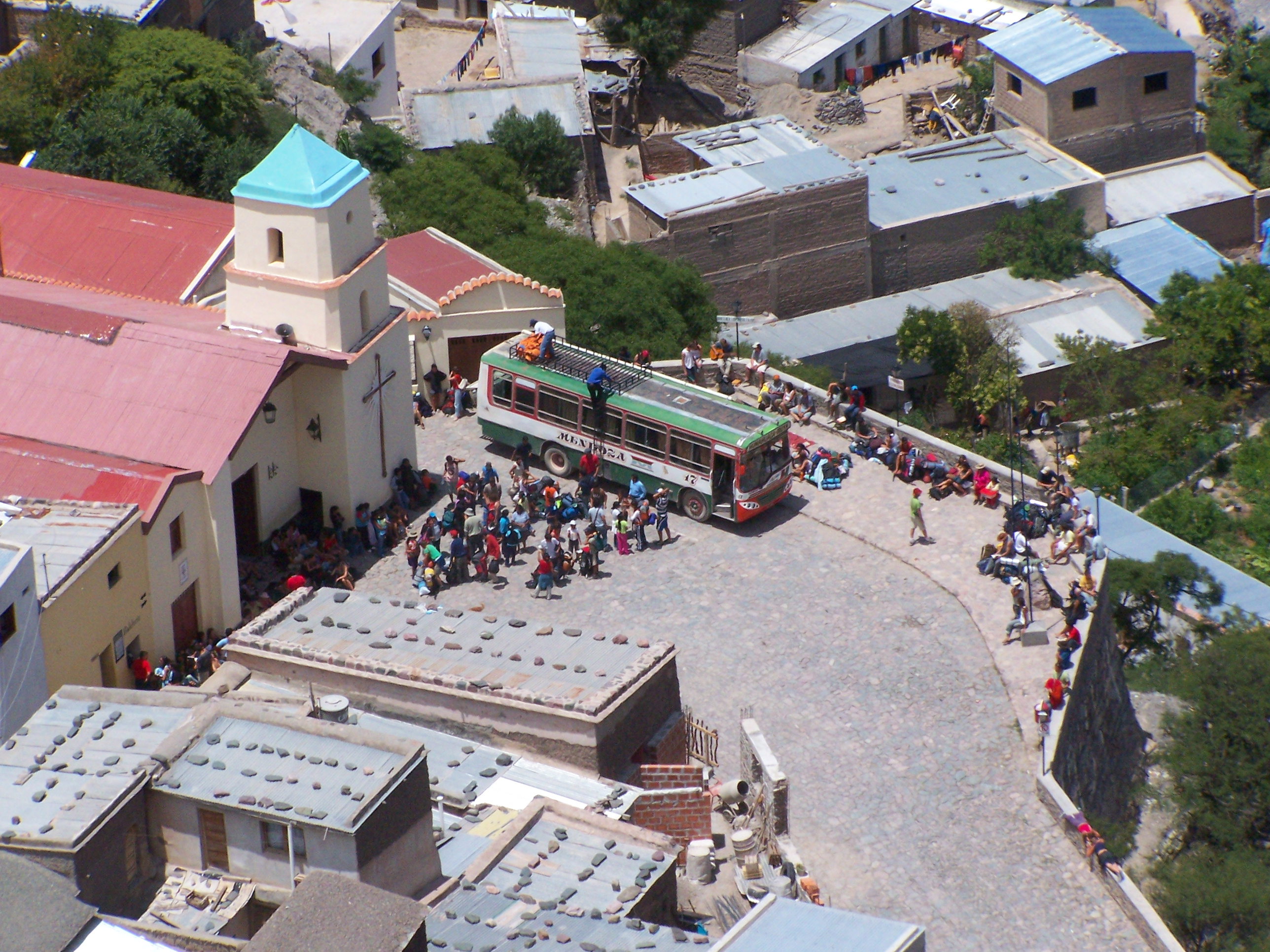
Plaza principal de Iruya.

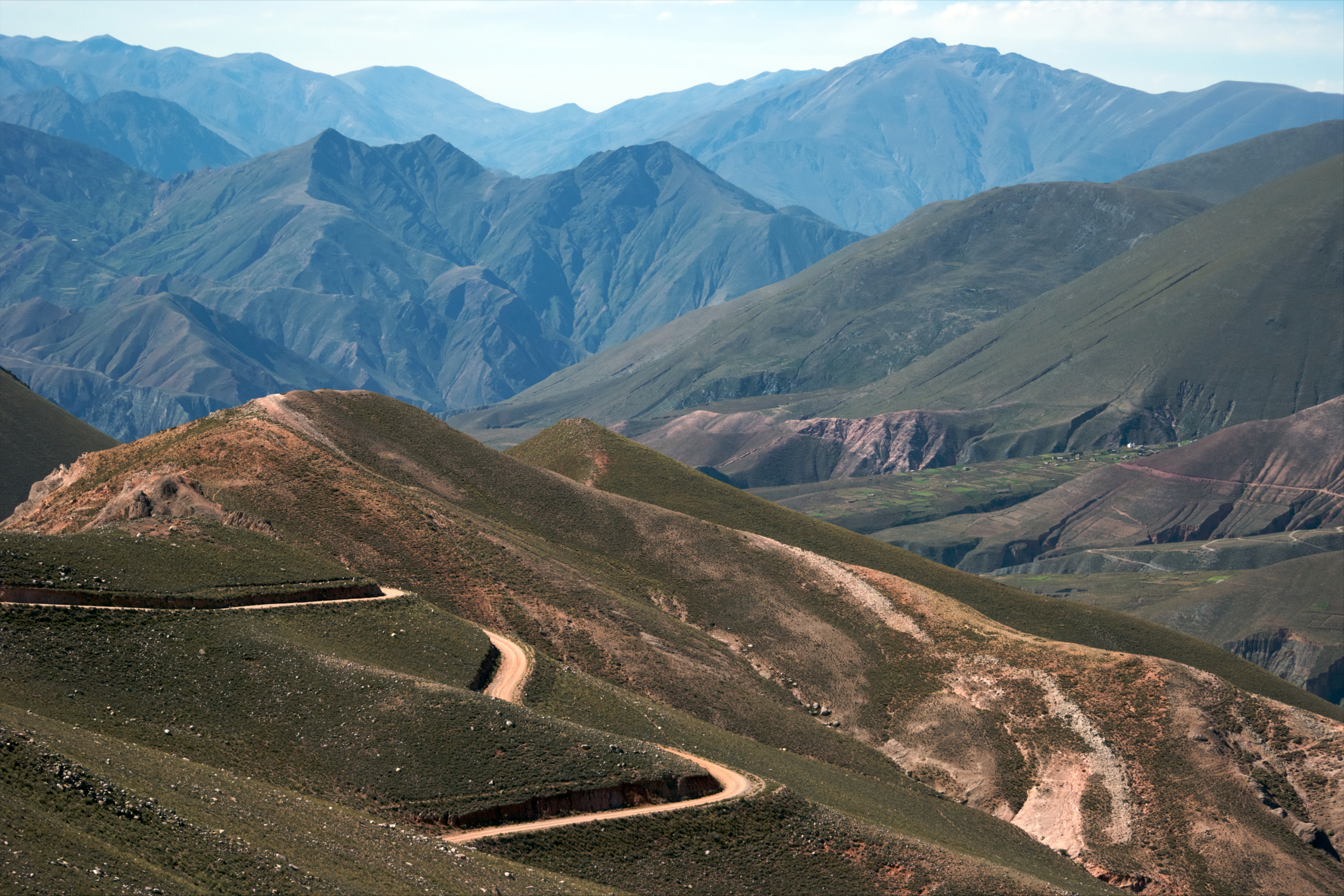
Camino a Iruya.

Iruya es un pueblo de la provincia de Salta (Argentina) cabecera del departamento Iruya.
Está ubicado a 2780 msnm, sobre los faldeos orientales de la sierra de Santa Victoria, a 307 km de la capital salteña. Está dentro del perímetro de la reserva de biosfera de las Yungas.
Al llegar a Iruya, la primera impresión es de un pueblo «colgado en la montaña», o más bien de una isla, ya que está rodeado por los ríos Milmahuasi y Colanzulí -o Iruya-.
Se destaca su edificación colonial con callejuelas estrechas y sus paisajes de imponentes vistas panorámicas. En sus proximidades, 5 km al noreste,  se encuentran las ruinas del Pucara de Titiconte.
Aquí, los habitantes, vestimentas, costumbres y viviendas han mantenido su tradición a lo largo de 250 años. El poblado conserva sus calles angostas y empedradas, con casa de adobes, piedras y paja.
Siguiendo el lecho de los ríos que surcan el interior, se aprecian quebradas de diferentes formas y colores. La piedra laja en algunos tramos ha formado paredes de contención del río.
El 18 de febrero de 1995 la localidad de Iruya fue declarada Lugar Histórico Nacional por Decreto 370 del Poder Ejecutivo de la Nación.

## Historia
El pueblo fue fundado oficialmente en 1753, aunque las actas de nacimiento encontrados en la parroquia de Humahuaca indican que el poblado original ya existía desde inicios del siglo XVII. Estos habitantes son descendientes de los incas. Existen varias ruinas a los alrededores que prueban la existencia de una etnia homogénea antes de la llegada de los españoles. Un ejemplo son las ruinas de Titiconte, ubicado a unos 8 km al este de Iruya.
Los primeros habitantes sobrevivían, como los actuales continúan haciéndolo, mediante los cultivos de subsistencia. Principalmente se dedicaban a la cría de ganado, como ovejas, cabras y en menor medida la llamas, y también practicaban la agricultura, cultivando maíz, papas, ocas y otros productos agrícolas.
Incluso hoy en día, sus habitantes siguen subsistiendo mediante la práctica del trueque. Sin embargo, debido a su cercanía con la quebrada de Humahuaca, el turismo está comenzando a desarrollarse.

## Población
Contaba con 1523 habitantes (Indec, 2010), lo que representa un incremento del 42,3 % frente a los 1070 habitantes (Indec, 2001) del censo anterior.

## Sitios de interés
Mirador del Cóndor
Espectacular vista donde se puede observar una vista inmejorable sobre Iruya y los valles y montañas circundantes.
Mirador de Iruya
Se puede ver toda la ciudad y los cerros. 
Museo Popular de Iruya
Tiene una exposición de objetos encontrados en la zona, entre ellos puntas de flechas. También hay alguna información en pequeños afiches y fotografías.
Iglesia de Iruya
Una iglesia muy pintoresca desde la cual pueden observarse imponentes vistas del valle del Río Iruya. Imposible no cruzarla dado que marca el ingreso al pueblo. Fue fundada hacia 1753, y tuvo distintas modificaciones. Al no conservar gran parte de la decoración original no pudo ser declarada monumento histórico provincial.
San Isidro
Se encuentra a unos 8 km, para poder llegar es necesario recorrer el camino del río desde Iruya hacia el norte. Se realiza principalmente a pie, aunque el camino es apto para 4x4 excepto en verano. En dicho recorrido se pueden observar distintos paisajes de una gran belleza natural incluyendo el tradicional mirador del Molino de los Yambis.
Titiconte
A 5 km al noreste de Iruya, las ruinas de Titiconte consisten en edificios con terrazas cuadradas y circulares. Fueron la primera parte del establecimiento humano permanente y sirvieron como espacio de almacenamiento.
Otros sitios cercanos de interés
- Rodeo Colanzulí
- San Juan
- Pueblo Viejo

## Fiestas de Iruya
El primer fin de semana de octubre es la Fiesta Patronal en honor a la Virgen del Rosario, que es venerada con actos religiosos cantando, rezando y ejecutando instrumentos autóctonos (quenas, cajas y sikus). La música es acompañada con el baile típico de los «cachis», un grupo de disfrazados con máscaras cuya danza simboliza la eterna lucha del bien y el mal.Los festejos se viven días antes con misas, novenas, mercadillos y varios eventos culturales.

## Entre los 50 pueblos más hermosos del mundo
La revista internacional especializada en turismo de lujo y estilo de vida, Condé Nast Traveler, ubicó a Iruya en su nota, en la lista de 50 pueblos más hermosos del mundo.

## Acceso
Aunque Iruya forma parte de la provincia de Salta, no hay ningún acceso directo y permanente desde Salta. La única forma conveniente de acceder al pueblo es desde la provincia de Jujuy.
Se debe pasar primero por la provincia de Jujuy, recorriendo la RN 9. A 26 km al norte de Humahuaca se encuentra el empalme con la Ruta Provincial N° 13, donde se lee «Iruya 54 km». Siguiendo el camino indicado, tras 8 km del cruce mencionado se llega a la estación Iturbe (FCGB). Desde allí, siempre por camino de tierra, se llega al paraje denominado «Abra del Cóndor», límite entre las provincias de Jujuy y Salta, a 4000 m s. n. m..
En este punto se inicia un descenso de 1220 metros en 19 km (distancia del Abra del Cóndor a Iruya). A lo largo de estos 19 km, el visitante contempla variedad de colores, que van del verde agreste al morado o violeta, pasando por el amarillo y el azul metálico. La montaña, en conjunto con las quebradas, ofrece a la vista caprichosas y curiosas formas que se desdibujan en el lecho del río Colanzulí, a cuya vera corre el camino.
Otra forma de acceder a Iruya sí es desde la provincia de Salta, viajando desde Isla de Cañas, el segundo municipio del departamento, conectado con la ciudad de Orán. Este trayecto solamente es apto en invierno, y por lo accidentado del terreno además de que se debe cruzar cursos de agua varias veces, algunos muy caudalosos, es considerado off-road. Sólo es apto para tractores o camionetas 4x4 y conductores experimentados. No se recomienda hacer este camino sin informarse previamente.

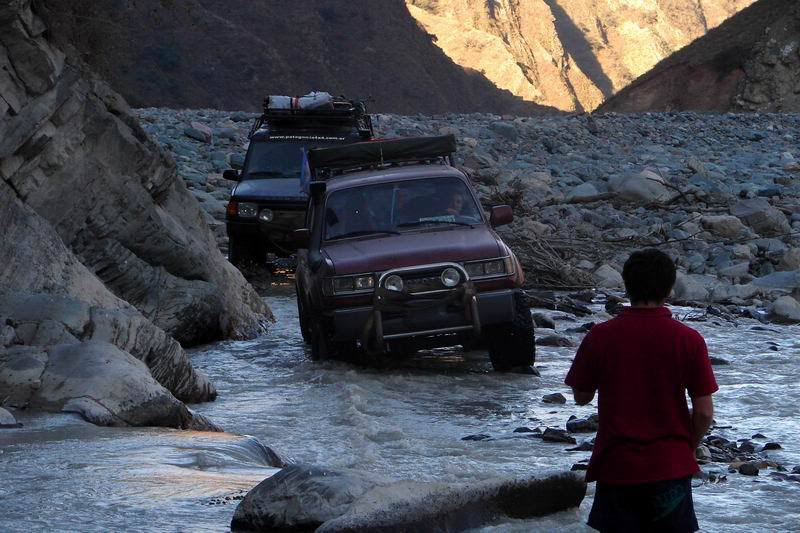
Camionetas 4x4 atravesando el trayecto entre Orán e Iruya, en un viaje off-road que duró 4 días en 2008

### Transporte público
Hay dos empresas de ómnibus que realizan recorridos diarios entre Humahuaca e Iruya.
La empresa Panamericano de Jujuy S. A. tiene una salida diaria a Iruya desde Tilcara.
También se puede llegar desde Humahuaca con la empresa Transporte Iruya.

## Geografía
Clima
| Parámetros climáticos promedio de Colanzulí, Iruya (1993–2013) | Parámetros climáticos promedio de Colanzulí, Iruya (1993–2013) | Parámetros climáticos promedio de Colanzulí, Iruya (1993–2013) | Parámetros climáticos promedio de Colanzulí, Iruya (1993–2013) | Parámetros climáticos promedio de Colanzulí, Iruya (1993–2013) | Parámetros climáticos promedio de Colanzulí, Iruya (1993–2013) | Parámetros climáticos promedio de Colanzulí, Iruya (1993–2013) | Parámetros climáticos promedio de Colanzulí, Iruya (1993–2013) | Parámetros climáticos promedio de Colanzulí, Iruya (1993–2013) | Parámetros climáticos promedio de Colanzulí, Iruya (1993–2013) | Parámetros climáticos promedio de Colanzulí, Iruya (1993–2013) | Parámetros climáticos promedio de Colanzulí, Iruya (1993–2013) | Parámetros climáticos promedio de Colanzulí, Iruya (1993–2013) | Parámetros climáticos promedio de Colanzulí, Iruya (1993–2013) |
| Mes                                                            | Ene.                                                           | Feb.                                                           | Mar.                                                           | Abr.                                                           | May.                                                           | Jun.                                                           | Jul.                                                           | Ago.                                                           | Sep.                                                           | Oct.                                                           | Nov.                                                           | Dic.                                                           | Anual                                                          |
| -------------------------------------------------------------- | -------------------------------------------------------------- | -------------------------------------------------------------- | -------------------------------------------------------------- | -------------------------------------------------------------- | -------------------------------------------------------------- | -------------------------------------------------------------- | -------------------------------------------------------------- | -------------------------------------------------------------- | -------------------------------------------------------------- | -------------------------------------------------------------- | -------------------------------------------------------------- | -------------------------------------------------------------- | -------------------------------------------------------------- |
| Temp. máx. abs. (°C)                                           | 26.0                                                           | 27.0                                                           | 26.0                                                           | 25.7                                                           | 23.0                                                           | 22.0                                                           | 22.3                                                           | 25.0                                                           | 25.0                                                           | 26.0                                                           | 26.0                                                           | 25.6                                                           | 27.0                                                           |
| Temp. máx. media (°C)                                          | 15.6                                                           | 15.5                                                           | 16.0                                                           | 17.3                                                           | 16.4                                                           | 15.7                                                           | 15.3                                                           | 16.6                                                           | 17.3                                                           | 17.5                                                           | 17.0                                                           | 16.8                                                           | 16.4                                                           |
| Temp. media (°C)                                               | 10.2                                                           | 9.7                                                            | 9.8                                                            | 9.7                                                            | 8.2                                                            | 7.6                                                            | 7.2                                                            | 8.1                                                            | 8.8                                                            | 9.5                                                            | 10.0                                                           | 10.6                                                           | 9.1                                                            |
| Temp. mín. media (°C)                                          | 5.2                                                            | 4.8                                                            | 4.5                                                            | 3.2                                                            | 1.3                                                            | 0.6                                                            | 0.1                                                            | 0.8                                                            | 1.6                                                            | 2.9                                                            | 3.9                                                            | 4.8                                                            | 2.8                                                            |
| Temp. mín. abs. (°C)                                           | 1.0                                                            | -1.0                                                           | -1.0                                                           | -3.6                                                           | -6.0                                                           | -11.0                                                          | -11.0                                                          | -9.8                                                           | -10.0                                                          | -6.0                                                           | -4.0                                                           | -1.0                                                           | -11.0                                                          |
| Precipitación total (mm)                                       | 70.2                                                           | 60.1                                                           | 39.5                                                           | 9.5                                                            | 0.1                                                            | 0.0                                                            | 0.0                                                            | 1.2                                                            | 1.7                                                            | 7.5                                                            | 12.8                                                           | 35.3                                                           | 237.9                                                          |
| Fuente: Red Hidrológica Nacional                               |                                                                |                                                                |                                                                |                                                                |                                                                |                                                                |                                                                |                                                                |                                                                |                                                                |                                                                |                                                                |                                                                |

Sismicidad 
La sismicidad del área de Salta es frecuente y de intensidad baja, y un silencio sísmico de terremotos medios a graves cada 40 años.
- Sismo de 1930: aunque dicha actividad geológica catastrófica, ocurre desde épocas prehistóricas, el terremoto del 24 de diciembre de 1930 (94 años),[12] señaló un hito importante dentro de la historia de eventos sísmicos salteños, con 6,4 Richter. Pero nada cambió extremando cuidados y/o restringiendo códigos de construcción.[11]
- Sismo de 1948: el 25 de agosto de 1948 (76 años) con 7,0 Richter, el cual destruyó edificaciones y abrió numerosas grietas en inmensas zonas[12][11]
- Sismo de 2010: el 27 de febrero de 2010 (15 años) con 6,1 Richter

## Parroquias de la Iglesia católica en Iruya
| Prelatura territorial | Humahuaca                              |
| --------------------- | -------------------------------------- |
| Parroquia             | Nuestra Señora del Rosario y San Roque |

## Galería

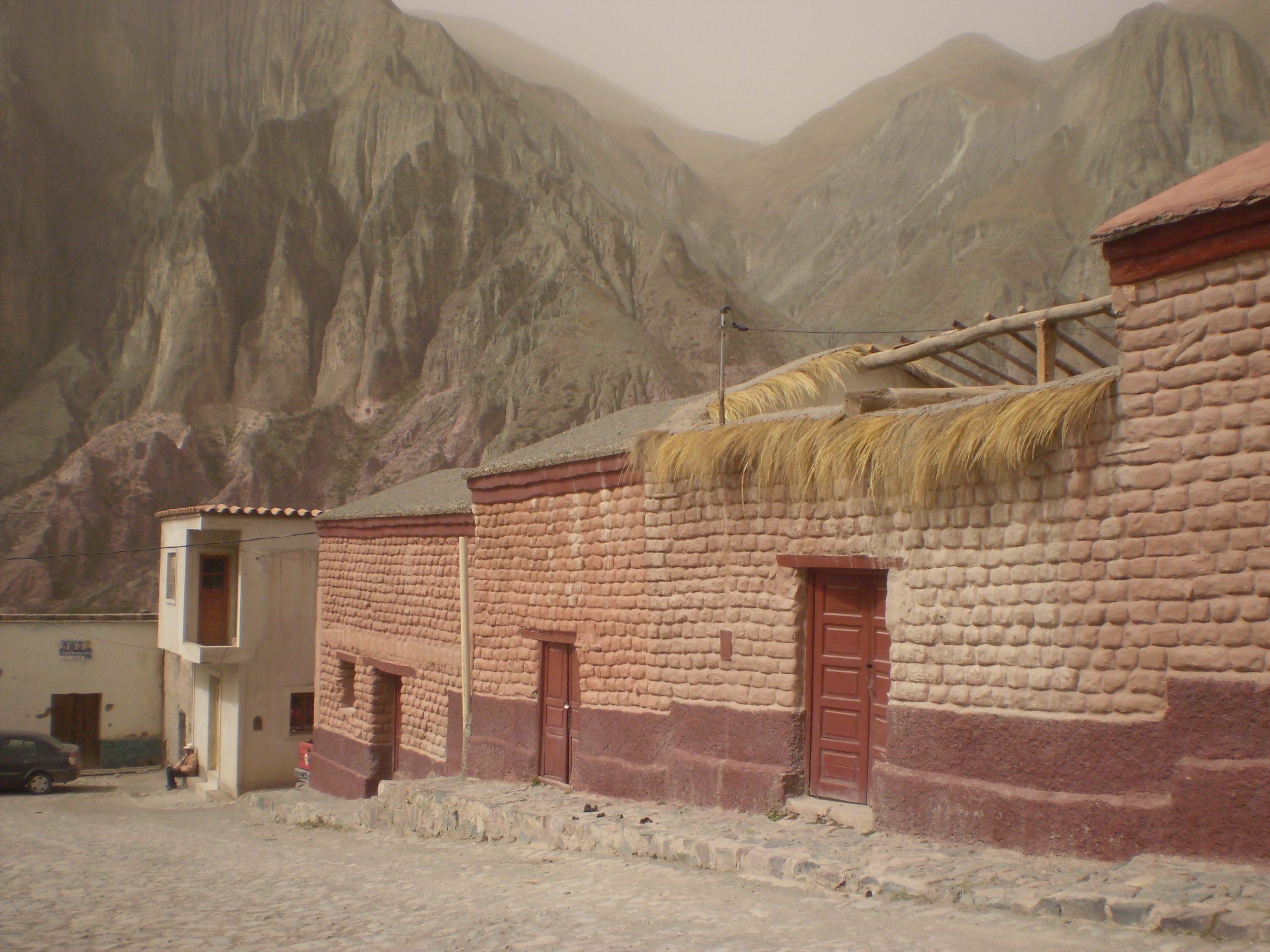
Calle de Iruya
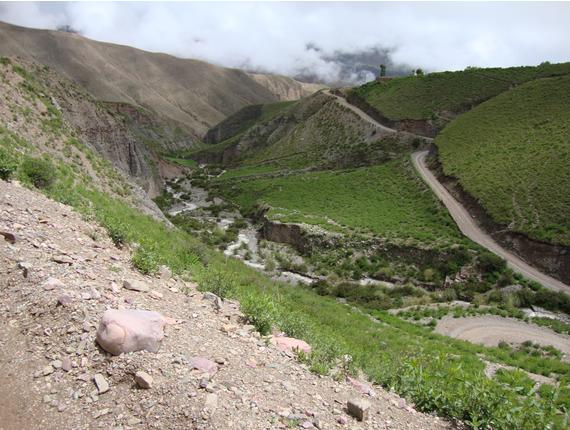
Río Grande
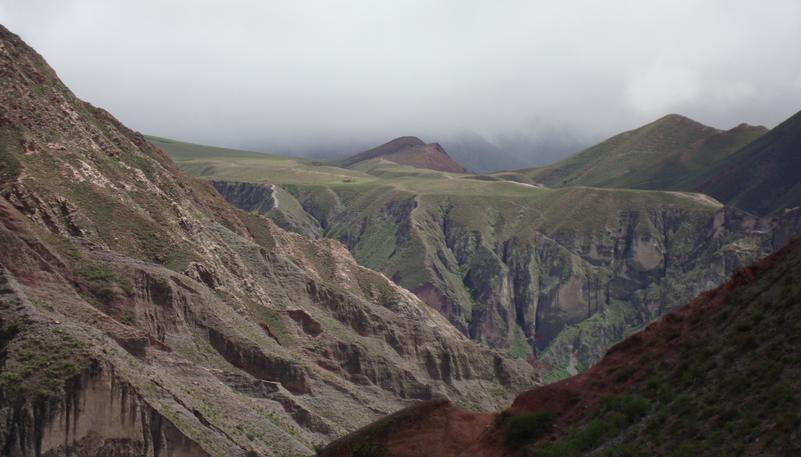
Pantipampa
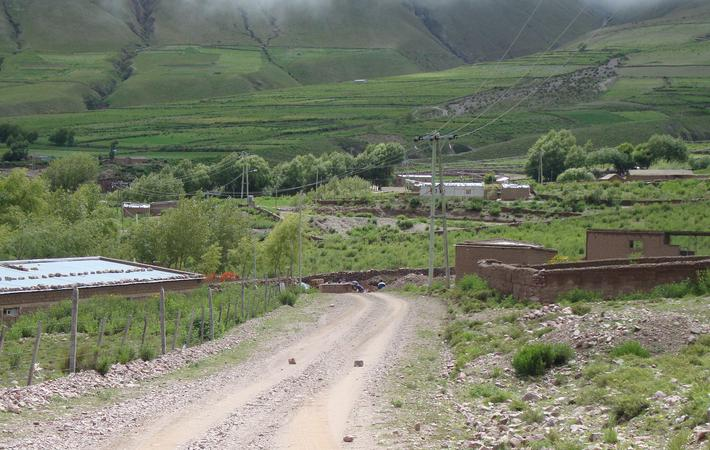
Río Grande
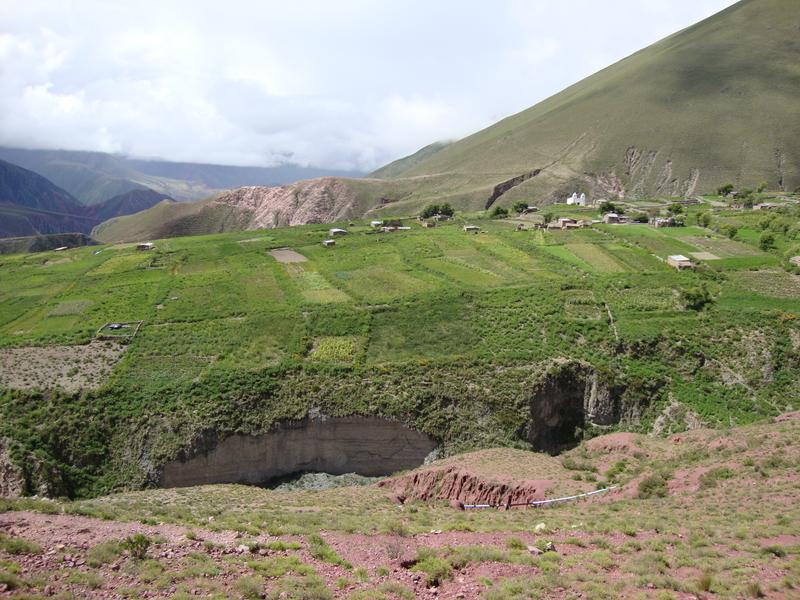
Pueblo Viejo, cercano a Iruya
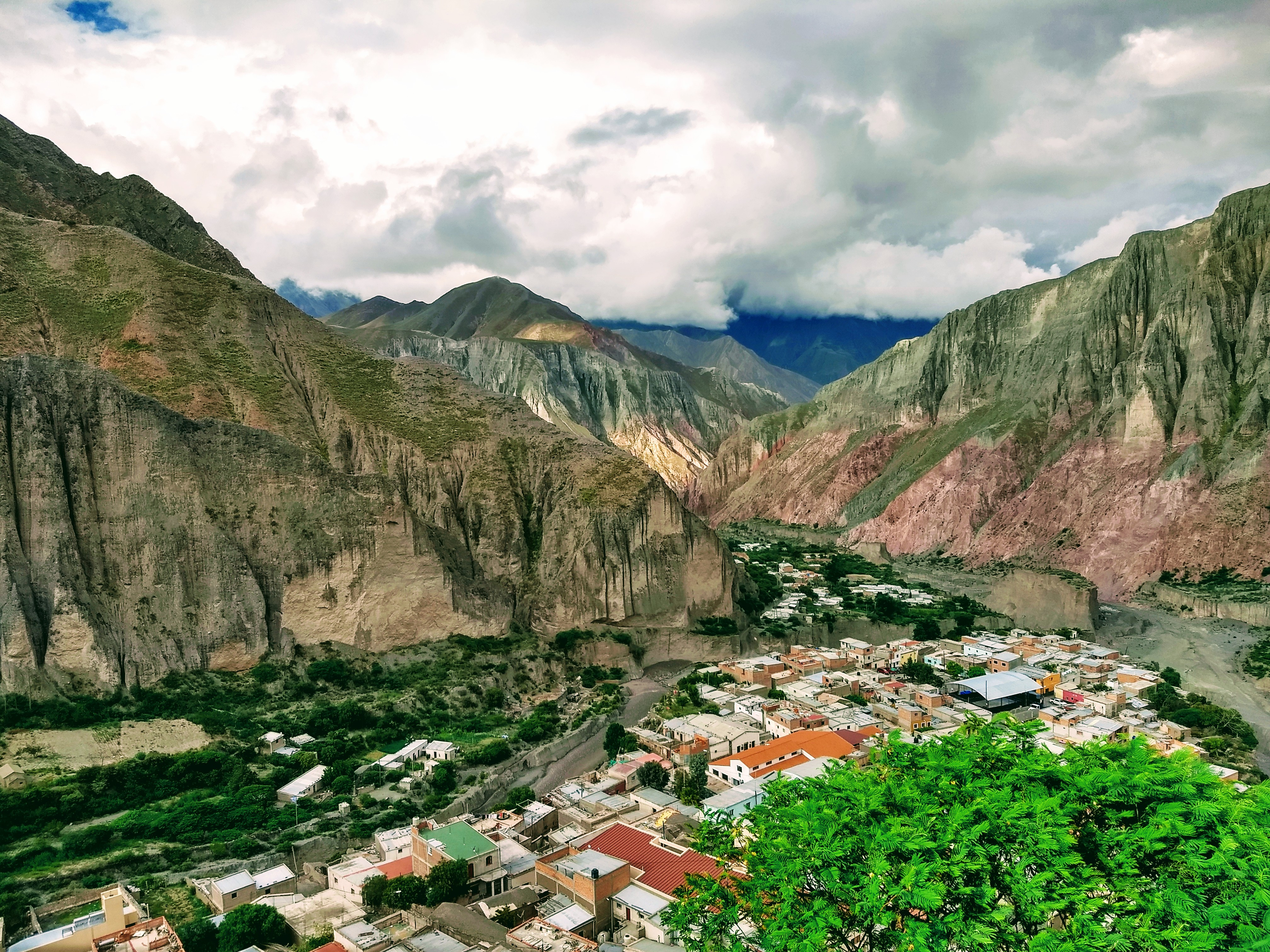
Foto del pueblo de Iruya tomada desde el mirador.
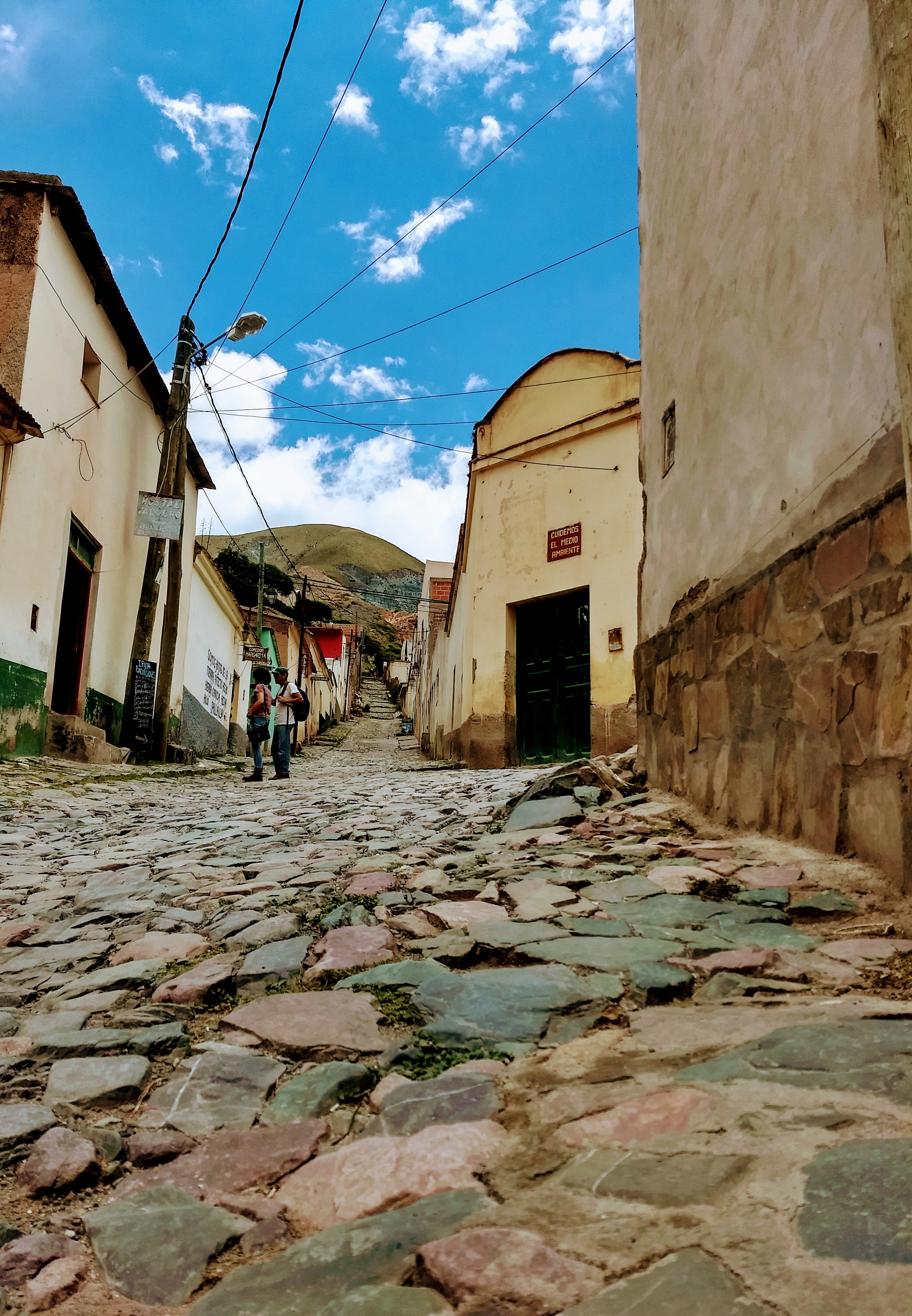
Fotografía de la calle más empinada de Iruya
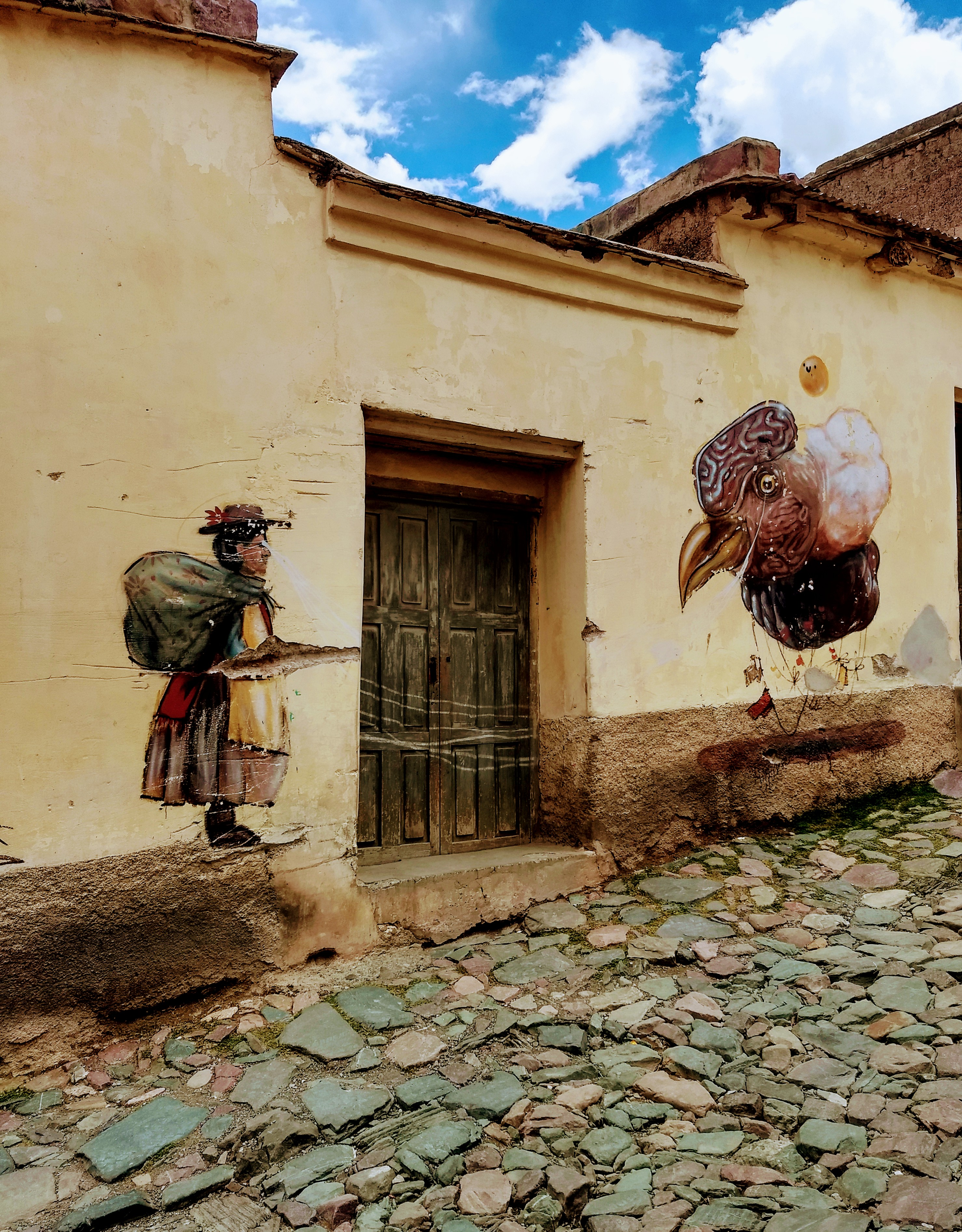
Foto de un mural localizado en la calle más empinada de Iruya, que muestra a una Chola y la cabeza de un ave.
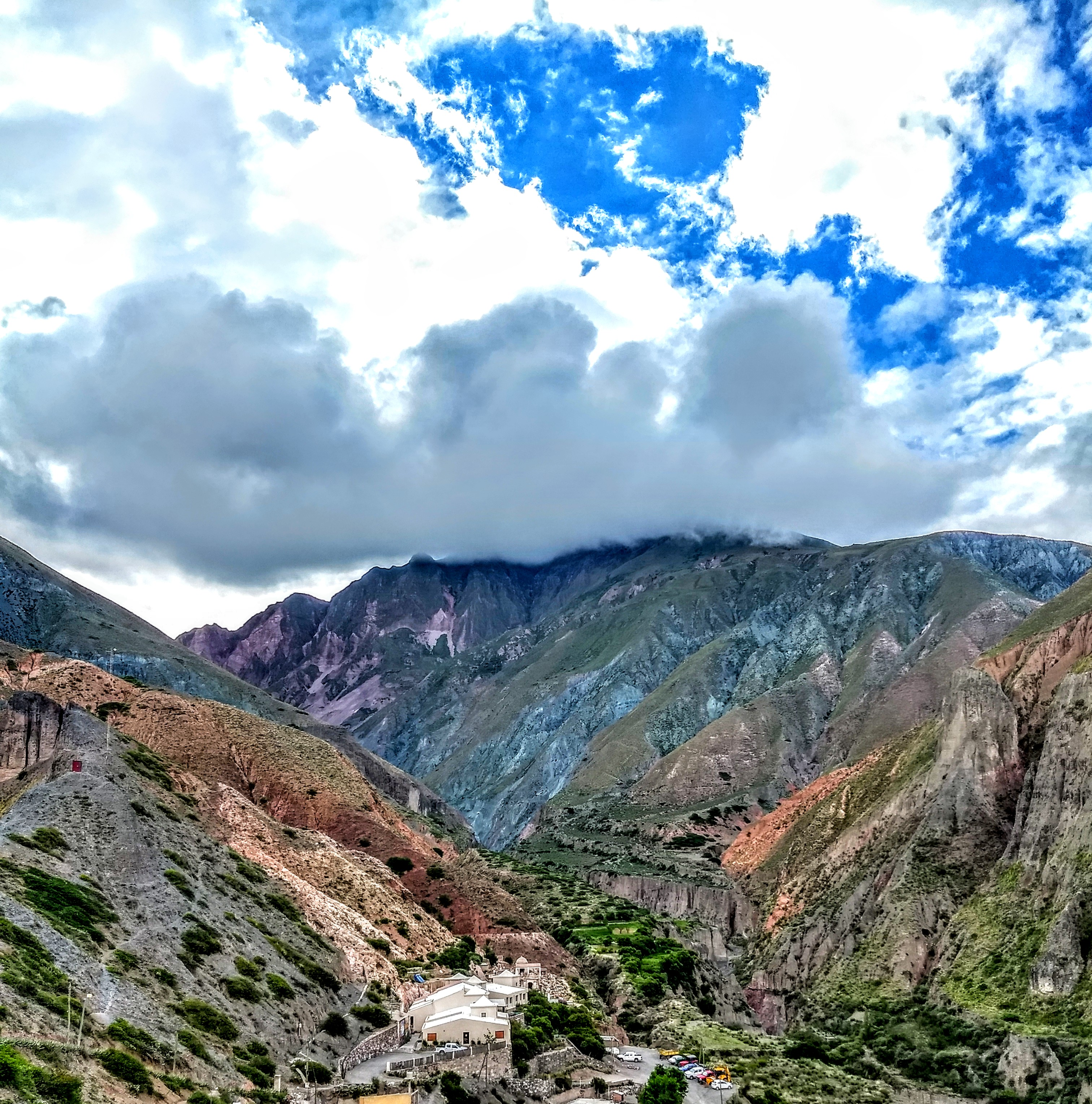
Foto tomada desde el mirador, mirando hacia la ladera izquierda, esperando que llegue la tormenta.
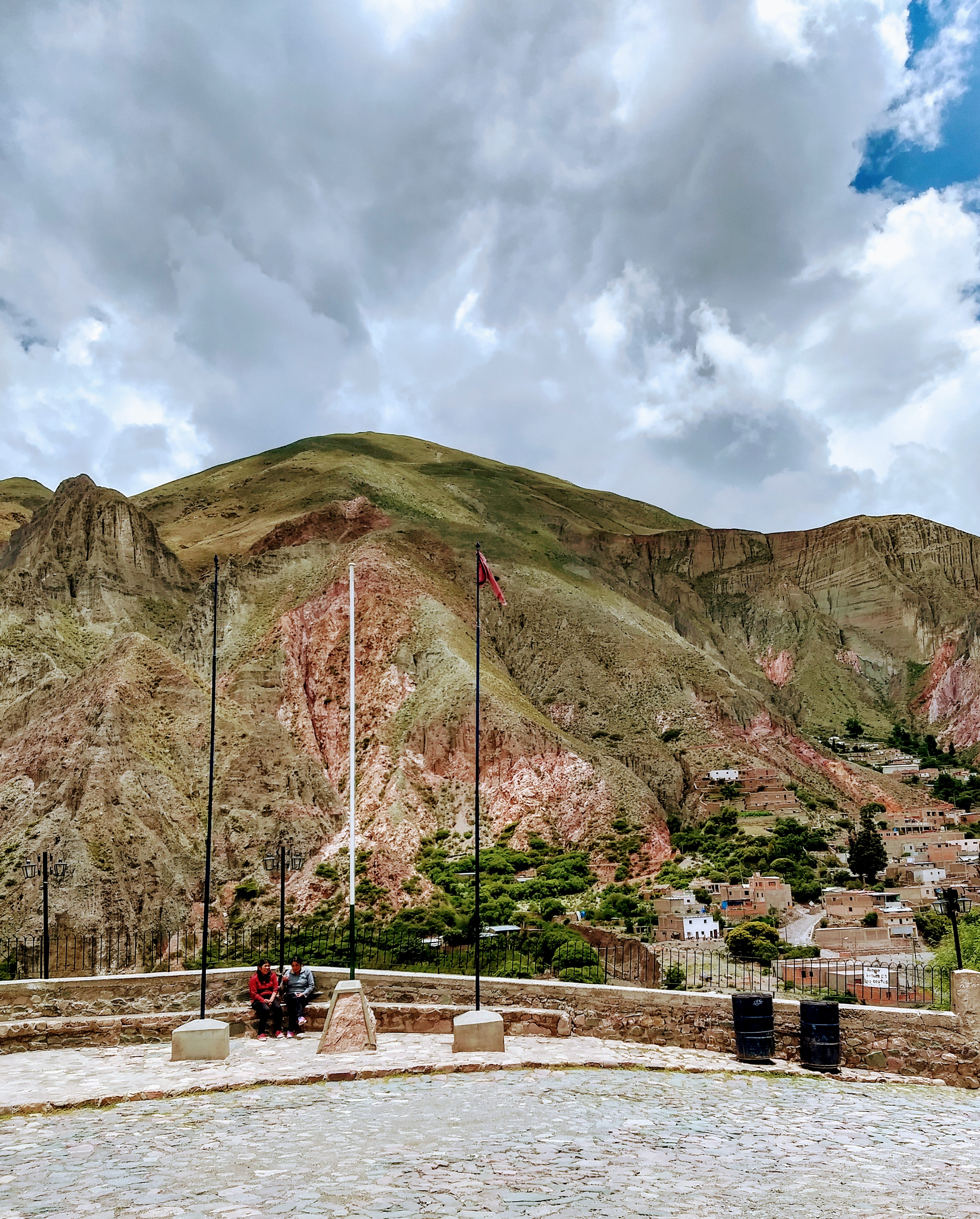
Plaza del pueblo.
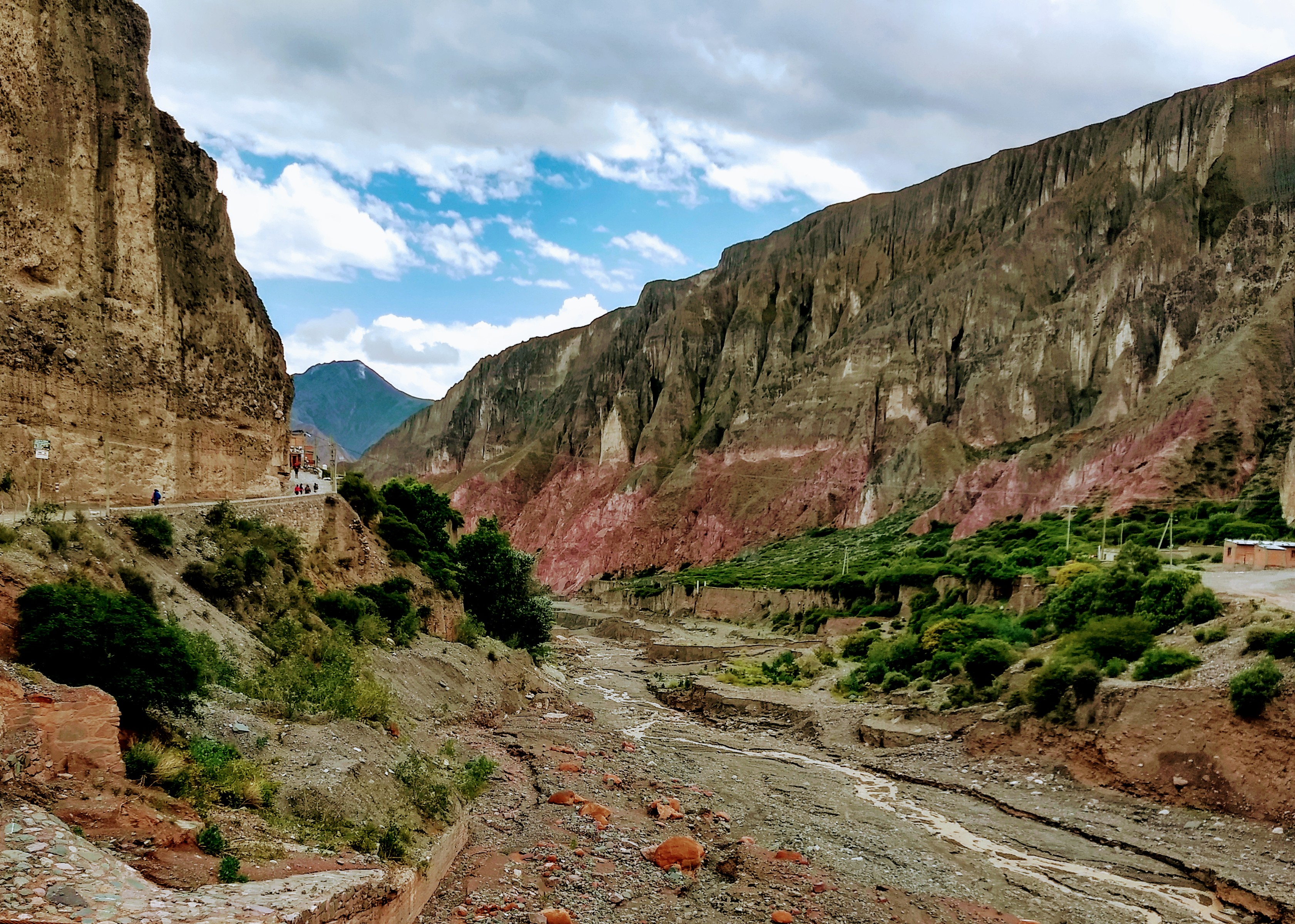
Foto del cauce del Río Iruya.
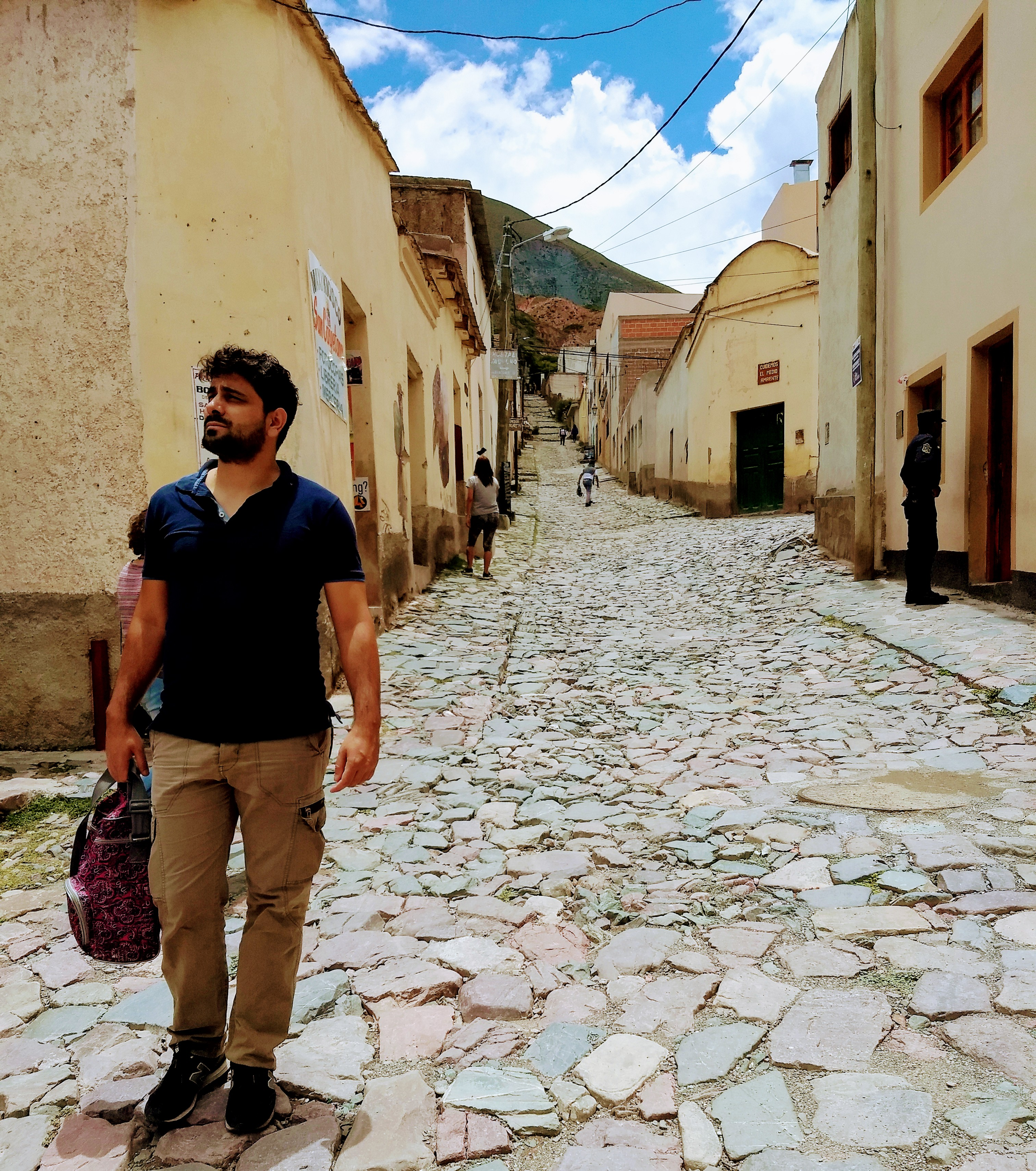
Un viajero en las calles de Iruya.
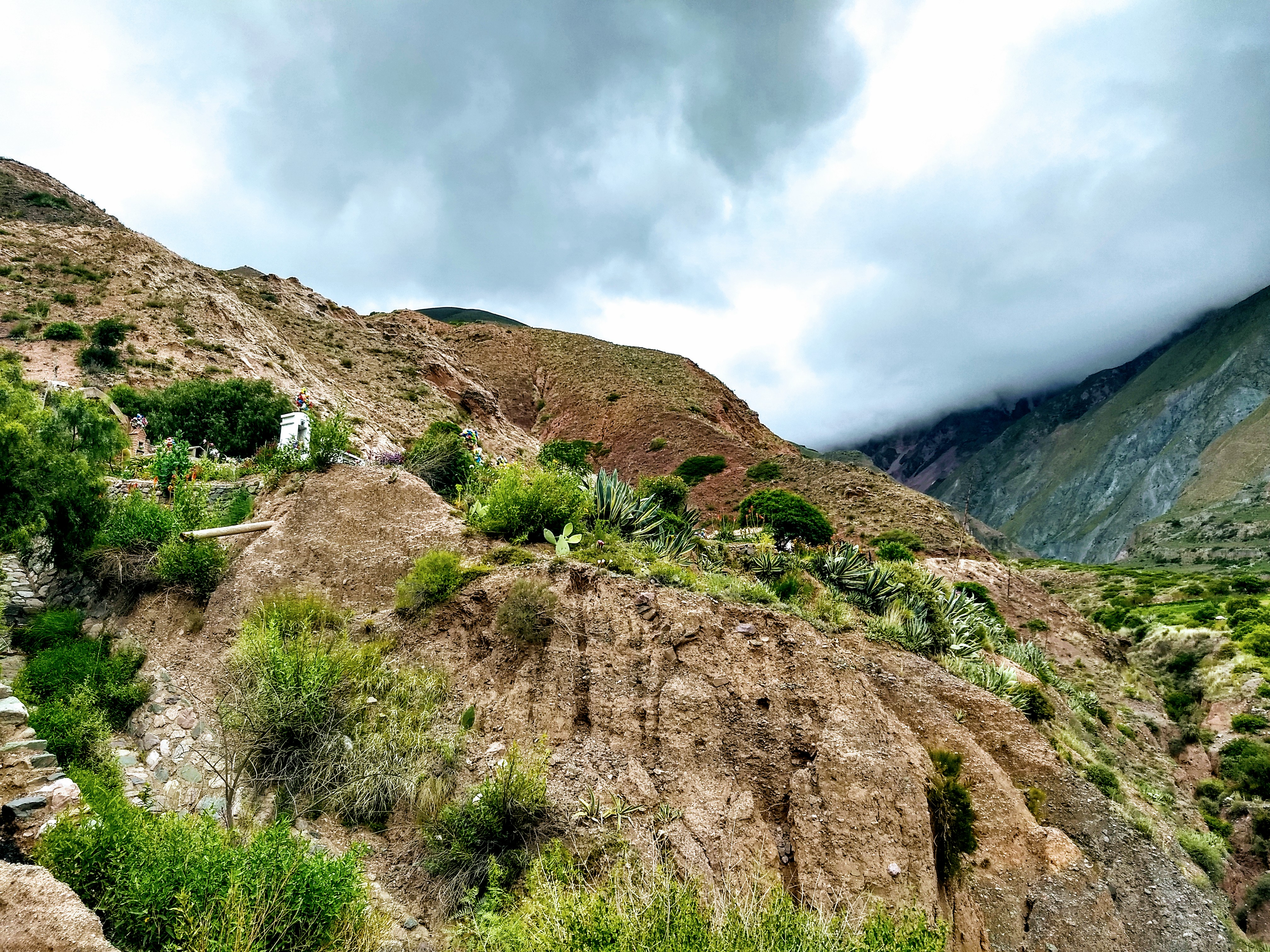
Cuando la tormenta asoma en Iruya.
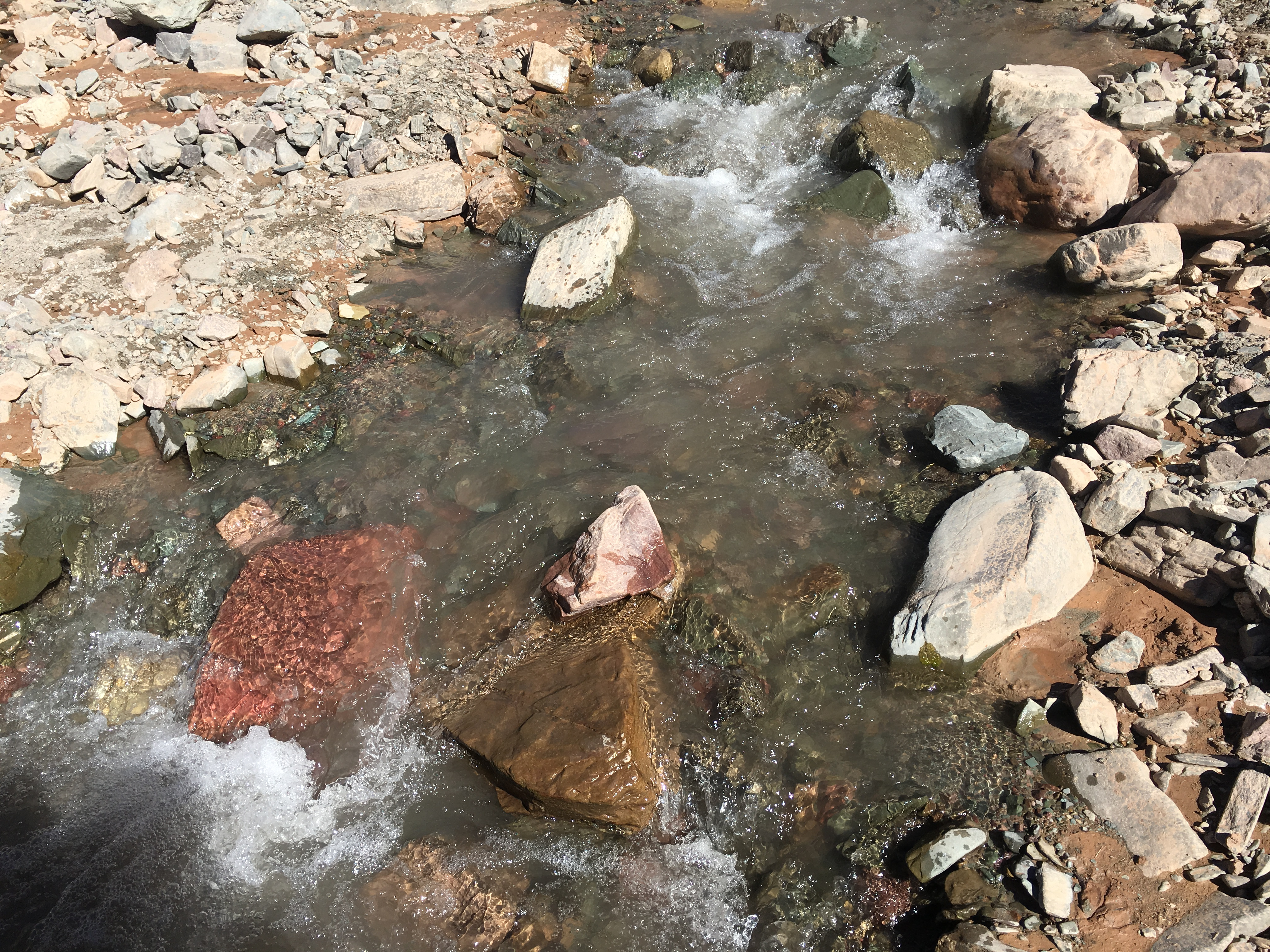
Rio Iruya en plenas vacaciones de invierno